# Zajezdnia Na Załęczu
Zajezdnia autobusowa „Mobilis” – zajezdnia firmy Mobilis, znajduje się przy ulicy Na Załęczu w XIV Dzielnicy Krakowa. Zajezdnia funkcjonuje od 2008 roku. Obecnie stacjonują tam wszystkie autobusy, jakie ta firma eksploatuje w Krakowie.
6 lutego 2024 zapowiedziano zmianę lokacji bazy firmy w związku z rozpoczynającym się w październiku 2024 nowym kontraktem na świadczenie przewozów w ramach Komunikacji Miejskiej w Krakowie czego efektem będzie likwidacja obecnej zajezdni. Nowe miejsce stacjonowania autobusów będzie znajdować się przy ulicy K. Makuszyńskiego.

## Autobusy (stan na 6 lutego 2024)
| Pojazd                | Początek eksploatacji | przewóz osób na wózkach | Liczba pojazdów |
| --------------------- | --------------------- | ----------------------- | --------------- |
| AMZ City Smile CS10LF | 2014                  | przewóz osób na wózkach | 5               |
| AMZ City Smile CS12LF | 2014                  | przewóz osób na wózkach | 24              |
| Mercedes Conecto G    | 2014                  | przewóz osób na wózkach | 47              |

Oprócz tego firma posiada jeden pojazd Mercedes Conecto G 12-metrowy (stacjonuje on tu od listopada 2016r.) oraz dwa 12-metrowe Autosany Sancity LF (stacjonują od 29 grudnia 2017r.)